# یلنا آخامینووا
یلنا آخامینووا (روسی: Еле́на Раби́говна Соколо́вская (Ахами́нова)؛ زادهٔ ۵ اکتبر ۱۹۶۱) بازیکن والیبال اهل اتحاد جماهیر شوروی سوسیالیستی بود.